# Hummel (önjáró löveg)
A Hummel („Dongó”) egy Németország által gyártott önjáró nehéztarack.

## Tervezés
Azért építették, hogy a páncélos egységeket teljesen páncélozott, lánctalpas alvázra szerelt tüzérséggel lássák el. A 150 mm-es sFH 18/1-es L/30-as tarackot Panzer IV-es alvázra szerelték, bár ezt csak ideiglenes megoldásnak szánták, amíg kifejlesztik és legyártják az önjáró löveg alvázát. Azért, hogy a taracknak helyet biztosítsanak, a motort az alváz közepére helyezték, míg láncmeghajtó kerékként a Panzer III-asoknál használt típust alkalmazták. A nyitott tetejű küzdőteret négy oldalról teljesen zárt, alvázra csavarozott döntött páncéllemezek védték, míg a homlokpáncélzatot meghosszabbították, és a bal oldalon alakították ki a vezetőteret. A tarackot a motor felett helyezték el, ami magas kontúrvonalat eredményezett. A külön erre a feladatra tervezett lőszerszállítók a Hummel ellátó járműveiként működtek, és 157-et gyártottak belőlük.

## Alkalmazás
A Hummelekkel a páncéloshadosztályokat látták el, ahol a páncélos-tüzérosztályok nehézütegeiben szolgáltak. Kezdetben mindegyik páncéloshadosztályt egyetlen, hat Hummelből álló nehézüteggel látták el, amelyekhez egy tüzérségi szállítójármű tartozott. A Hummelek harcoltak Kurszknál, majd szolgálatban maradtak egészen 1945 márciusáig.

## Galéria

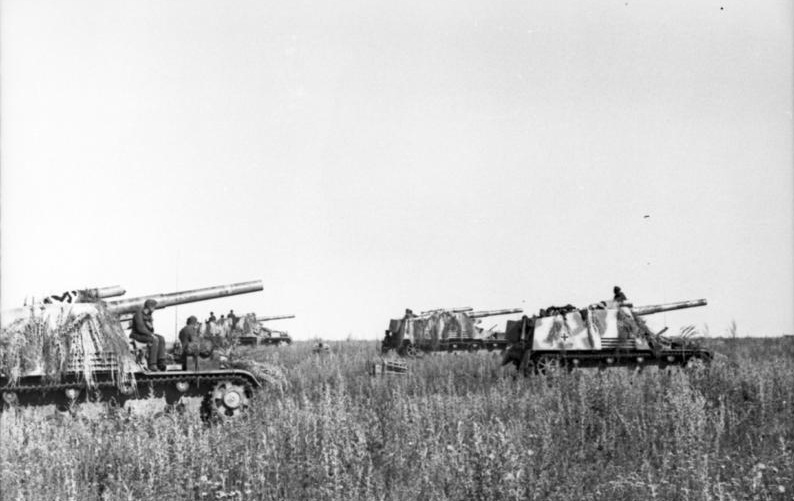
Hummel üteg tüzeléshez készen áll Oroszország déli részén (1943. június)
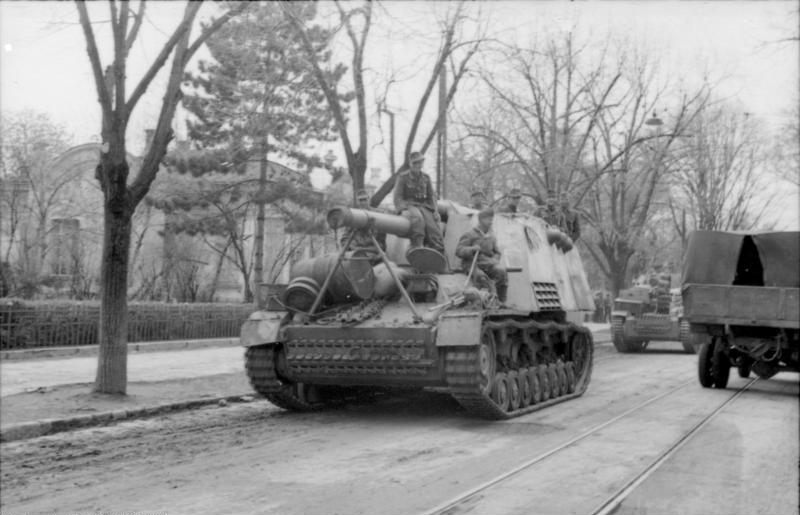
Hummel áthalad egy Oroszországi városon
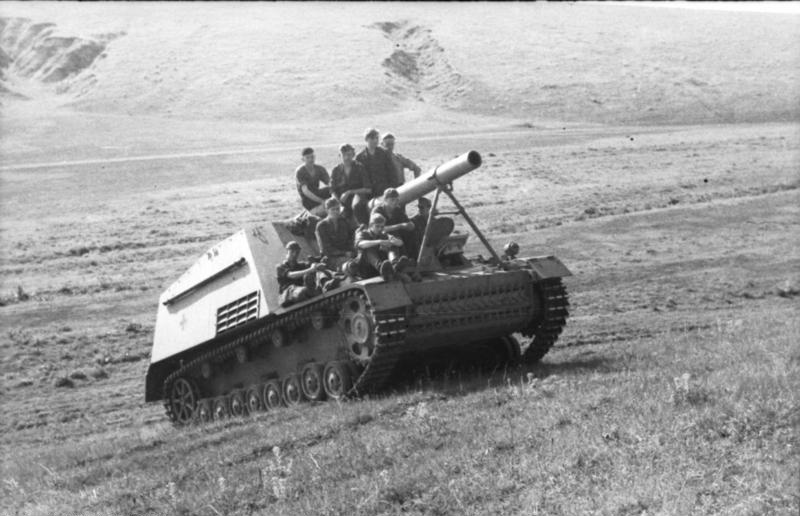
Egy Hummel Oroszország déli részén (1943. június)
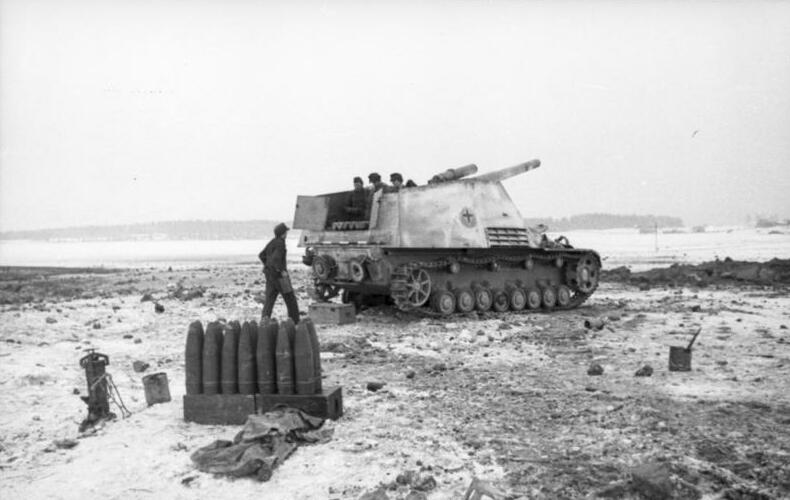
Hummel a keleti fronton

## Lásd Még
- Wespe
- Grille (önjáró löveg)
- Stormartillerivagn m/43

## Külső hivatkozások
- panzerkeil.dre
- SZTE Egyetemi könyvtár hadtörténeti gyüjteménye